# Württembergische E alt
Die Dampflokomotiven der alten Klasse E gehörten zur Königlich Württembergischen Staats-Eisenbahnen (K.W.St.E).

## Beschreibung
Eingesetzt wurde sie für den Güterverkehr. Sie verfügte im Gegensatz zu den vorherigen Maschinen wieder über Drehgestelle. Auffallend war die Position der Zylinder. Diese befanden sich zwischen dem Drehgestell und der ersten Kuppelachse. Die Fahrzeuge besaßen Schlepptender der Bauart 3 T. Einige waren mit Kondenstendern versehen.

## Umbau zur Klasse T (alt)
Die K.W.St.E. baute zwischen 1879 und 1887 in der Staatsbahn-Werkstätte von Aalen sieben Stück zu zweiachsigen Nassdampf-Tenderlokomotiven um. Diese wurden zusammen mit den ab 1896 von der Maschinenbau-Gesellschaft Heilbronn neu gebauten Lokomotiven in der Klasse T geführt. Die Loks aus Heilbronn erhielten vierstellige Loknummern (T 1000 bis T 1010), die Umbau-Lokomotiven zwei bzw. dreistellige Nummern. Es entstanden folgende Maschinen: Lok 87 „WALDENBURG“, Lok 105 „KIRCHBERG,“ Lok 113 „HORB“, Lok 115 „MARKGROENINGEN“, Lok 117 „WEIBERTREU“, Lok 126 „BUEHLER“, und Lok 129 „LIMBURG“. Sie hatten die neue Achsfolge B. Das Drehgestell mit den Laufachsen wurde ausgebaut und der Kessel nach hinten verlegt. Verwendet wurden sie bis 1909 als Rangierlokomotiven. Abgelöst wurden sie von der Württembergischen T 3. Alle Lokomotiven wurden verschrottet.